# Parasteatoda lunata serrata
Parasteatoda lunata là một phân loài nhện trong họ Theridiidae.
Loài này thuộc chi Parasteatoda. Parasteatoda lunata serrata được Pelegrin Franganillo-Balboa miêu tả năm 1930.